# Billy Ingram
Billy Ingram (sinh ngày 11 tháng 12 năm 1865) là một cầu thủ bóng đá người Anh thi đấu cho Sheffield Wednesday tại 1890 FA Cup Final.